# 리비아의 코로나19 범유행
다음은 리비아의 코로나19 범유행에 대한 글이다.
리비아는 현재 진행 중에 있는 리비아 내전과 같은 심각한 상황으로 인해 특히 전염병에는 취약하다는 평가를 받고 있다.

## 연혁

### 3월
3월 24일, 리비아에 첫 코로나19 확진자가 발견되었다.

### 4월
4월 2일, 리비아에서 첫 코로나19 사망자가 확인되었다.

## 같이 보기
- 아프리카의 코로나19 범유행
- 나라별 코로나19 범유행
- 리비아 위기